# 汉口平汉铁路局旧址
汉口平汉铁路局旧址，武汉市优秀历史建筑公布时名称为平汉铁路南局，位于中华人民共和国湖北省武汉市江岸区胜利街174号，现为中国铁路武汉局集团有限公司下属企业武铁物流发展有限公司总部，亦为湖北省文物保护单位。

## 建筑情况

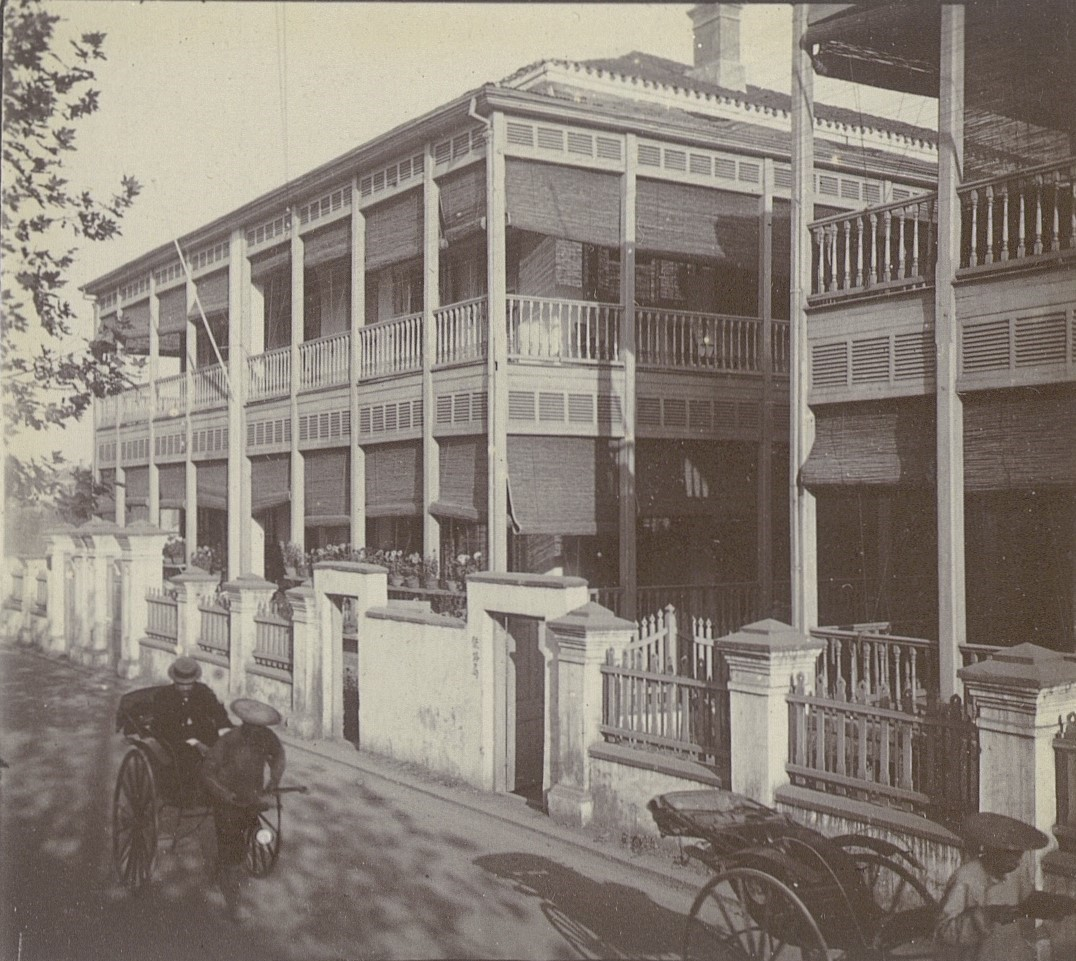
清末时期在建筑原址上的旧路局建筑，可见“铁路局”字样

本建筑的历史可追溯至清末至民国初期，京汉铁路的管理部门在汉口法租界德托美领事街（今胜利街）建造办公用房，用以路局在漢部门办公。目前存世的建筑是在1920—1925年间建造，整体平面呈“E”状，为4层砖木结构楼房，外墙由青灰色铁砂砖砌筑而成，一层有拱券状空廊可供行人通行。

## 历史

### 清末至民国时期
自宣统2年（1910年）起，京汉铁路以黄河为界分为南北两段管理，南段的职能机构总部（南段会办）便设置在汉口，翌年（1911年）南段会办改称汉口办公处，又称京汉铁路南局。民国2年（1912年）6月，京汉铁路南局变为汉口办事处，属于京汉铁路总部在汉口的派出机构，此后汉口办事处专事处理汉口一切事宜。汉口办事处总部便设在此处。
在此后的历史进程中，又历军阀大战、北伐战争等风波，京汉铁路局在汉口的事务机构几经更改。民国15年（1926年）9月，北伐军攻克汉口，在汉口设立京汉铁路南段管理局，不久国府迁都南京，总局改在汉口。此后一度又改为南局，最终自民国19年（1930年）起平汉铁路总局确立在汉口办公。以上路局在汉办公机构便设置在该建筑中。民國24年（1935年），平汉路局因该建筑规模较小不能满足办公需要，准备在江岸站附近修建新的汉口总局，最后未能施行。民国27年（1938年）因武汉会战，平汉铁路局机构撤离汉口，直至抗战胜利方才收回建筑继续办公。
在武汉三镇沦陷期间的民国27年（1938年）12月，日军以汉口平汉铁路局馆舍中有私设电台、反日派及共产党为由，切断法租界供水并会晤法租界当局要求对建筑进行搜查，但最终一无所获。

### 中华人民共和国时期
民国38年（1949年）8月15日，郑州铁路管理局在汉口设立汉口铁路分局，用以管辖平汉铁路汉口玉带门至许昌区间。此后汉口分局又改称汉口铁路运输分局，此间铁路分局在该建筑中办公。在武汉铁路机构变动后，建筑一度用作汉口生活供应段（汉口生活段）的办公地点。此后又用作武铁下辖武铁中力集团有限公司（2018年改名武铁物流发展有限公司）总部至今。

## 建筑保护
1993年7月28日，建筑以“平汉铁路南局”的名义被武汉市人民政府列为第一批武汉市优秀历史建筑。2008年3月27日，建筑被湖北省人民政府公布为第五批湖北省文物保护单位。
其保护范围为：平汉铁路局旧址及周围一定范围。以旧址外墙为界，东南面、西南面、东北面各向外延伸10米，西北面向外延伸4米至胜利街现状道路边线。
其建设控制地带为：以保护范围为界，东南面、西南面、东北面各向外延伸20米，西北面向外延伸3米至胜利街规划道路中线。